# Catherine Malandrino
Catherine Malandrino (Grenoble, 22 aprile 1963) è una stilista francese.

## Biografia
Nata da genitori di origine italiana, Catherine cominciò ad interessarsi alla moda sin dall'infanzia, ispirata in particolare da un capo firmato da Yves Saint Laurent. Diplomata all'istituto privato ESMOD di Parigi, negli anni '80 e '90 lavorò per varie maison quali Dorothée Bis, Louis Féraud, Emanuel Ungaro, Et Vous e Diane von Fürstenberg. Nel 1998 esordì con la sua prima collezione a New York; nello steso anno aprì il suo primo negozio monomarca nel quartiere di SoHo.

### Vita privata
Catherine è sposata col manager Bernard Aidan dal 1998 e ha due figli, Aleda e Oscar.

## Marchio
Il marchio comprende tre linee (Catherine Malandrino, Catherine Malandrino Black Label e Catherine by Catherine Malandrino), cinque negozi monomarca e vari stand in diversi negozi. Il brand è stato ceduto nel 2013 alla Bluestar Alliance.

## Cultura di massa
- Il negozio di SoHo appare nel film Sex and the City.
- Nel 2009 Catherine partecipò come giudice al reality Make Me a Supermodel
- Molte dive hanno utilizzato capi firmati Malandrino; fra queste Taylor Swift, Beyoncé e Katy Perry[3].